# Rezerwat przyrody Żurawno
Żurawno – leśny rezerwat przyrody w województwie lubuskim, w powiecie żarskim, w gminach Lubsko, Tuplice i Brody.
Rezerwat jest położony w granicach obszaru sieci Natura 2000 „Uroczyska Borów Zasieckich” PLH080060. Jest objęty ochroną czynną.

## Podstawa prawna
Nr rej. woj. – 53

### Data i akt prawny obejmujący rezerwat ochroną
Rozporządzenie Nr 19 Wojewody Lubuskiego z dnia 20 kwietnia 2006 r. w sprawie uznania za rezerwat przyrody (Dz. Urz. Woj. Lub. Nr 28 poz. 586)

## Położenie
- Województwo 		– lubuskie
- Powiat 		– żarski
- Gmina			– Lubsko, Tuplice, Brody
- Obr. ewidencyjny	– dz. nr 563 – 16,89 ha, dz. nr 585 – 1,50 ha położone w granicach obrębu ewidencyjnego Dłużek, gm. Lubsko, dz. nr: 371 – 1,69 ha, dz. nr 372 – 1,79 ha, dz. nr 394 – 0,54 ha położone w granicach obrębu ewidencyjnego Nowa Rola w gminie Tuplice oraz dz. nr 989 – 0,47 ha leżąca w granicach obrębu ewidencyjnego Jeziory Wysokie, gm. Brody[3].

Według regionalizacji fizycznogeograficznej Jerzego Kondrackiego położenie obiektu określa się następująco:
- Megaregion: Pozaalpejska Europa Środkowa
- Prowincja: Niż Środkowoeuropejski
- Podprowincja: Niziny Sasko-Łużyckie
- Makroregion: Obniżenie Dolnołużyckie
- Mezoregion: Kotlina Zasiecka

## Właściciel, zarządzający
Skarb Państwa w zarządzie Nadleśnictwa Lubsko

## Powierzchnia pod ochroną
- 22,88 ha[1]

## Opis przedmiotu poddanego ochronie
Rezerwat „Żurawno” leży w dolinie niewielkiej rzeki Tymnicy (Rzeczycy), stanowiąc mozaikę różnych środowisk – wodnych, bagiennych i leśnych. Wśród zajmujących ponad 2/3 rezerwatu fitocenoz leśnych dominują lasy łęgowe i grądowe. Jezioro Żurawno zasilane jest przez dopływający od wschodu niewielki ciek. Na terenie rezerwatu oznaczono 124 gatunki roślin naczyniowych należących do 51 rodzin. Wśród stwierdzonych gatunków roślin na uwagę zasługuje przede wszystkim pióropusznik strusi (Matteuccia struthiopteris) występujący tu licznie w ilości ok. 800–1200 egzemplarzy w pięciu większych i kilku mniejszych skupieniach. W obrębie jeziorka dominują różne fitocenozy szuwaru trzcinowego, od najuboższych, budowanych wyłącznie przez trzcinę, po bardziej zróżnicowane, z udziałem pałki, turzyc i roślin dwuliściennych. Na terenie rezerwatu występuje bardzo bogata fauna reprezentowana przez wiele cennych grup bezkręgowców, ryb, ssaków, płazów oraz gadów.

## Cel ochrony
Zachowanie ze względów naukowych, dydaktycznych i krajobrazowych fragmentu leśnego ekosystemu nizinnego ze stanowiskami rzadkich gatunków roślin i zwierząt.
Nie podlega ochronie w zakresie prawa międzynarodowego.

## Galeria

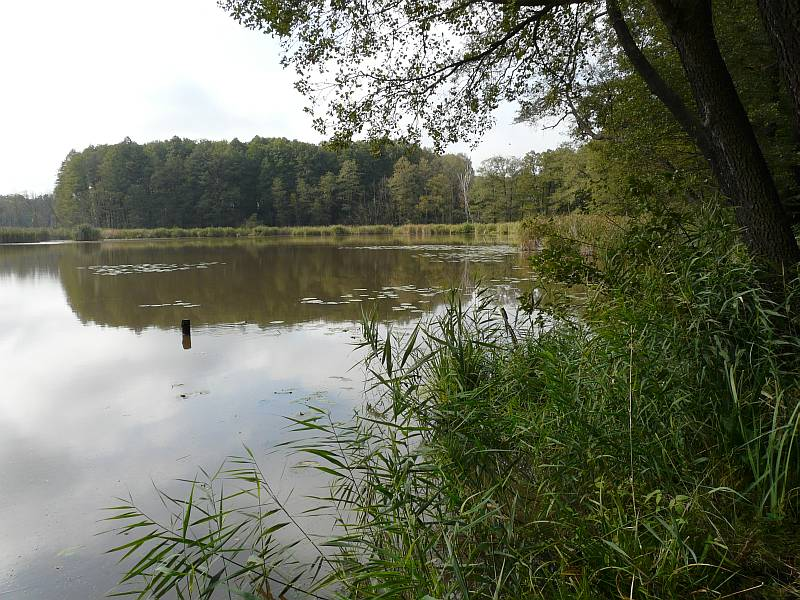
Jezioro Żurawno
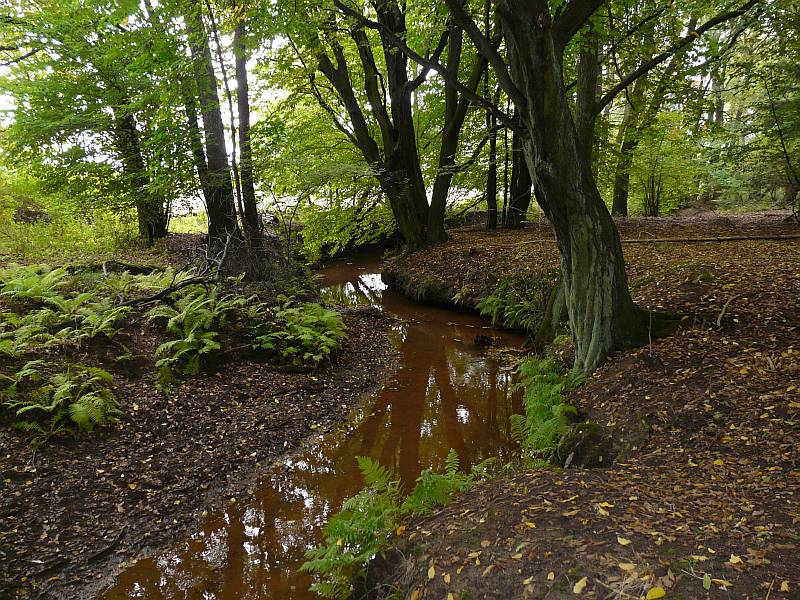
Rzeka Tymnica (Rzeczyca)
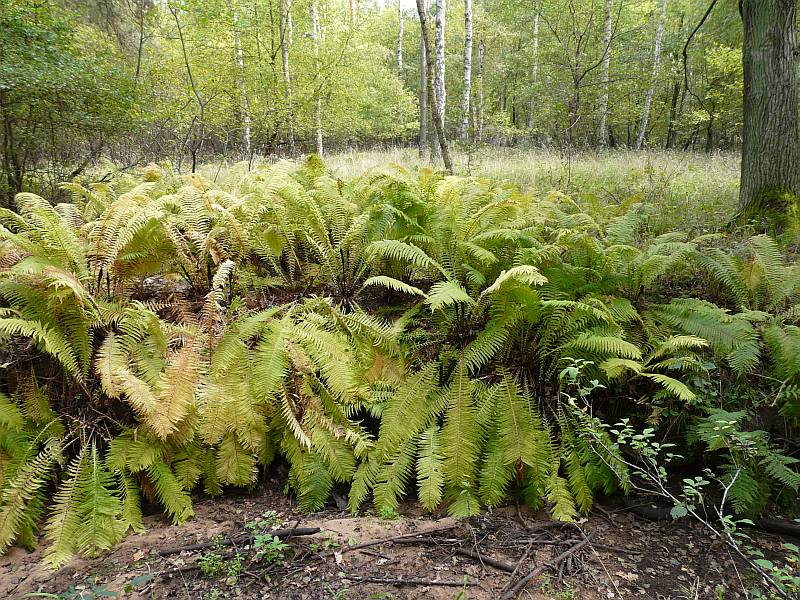
Pióropusznik strusi